# بیرچوود لیکس (پنسیلوانیا)
بیرچوود لیکس (به انگلیسی: Birchwood Lakes) یک منطقهٔ مسکونی در ایالات متحده آمریکا است که در شهرستان پایک، پنسیلوانیا واقع شده‌است. بیرچوود لیکس ۱٬۳۸۶ نفر جمعیت دارد.